# Ruhin Mikayılov
Ruhin Mikayılov (ur. 26 kwietnia 1995) – azerski zapaśnik walczący w stylu wolnym. Piąty na mistrzostwach Europy w 2017. Szósty w Pucharze Świata w 2016. 
Wicemistrz świata juniorów w 2014 i trzeci w 2015. Trzeci na ME juniorów 2013 i 2015, a także na ME U-23 w 2016. Mistrz świata kadetów w 2012 i trzeci na ME w 2012 roku.